# 铜石并用时代

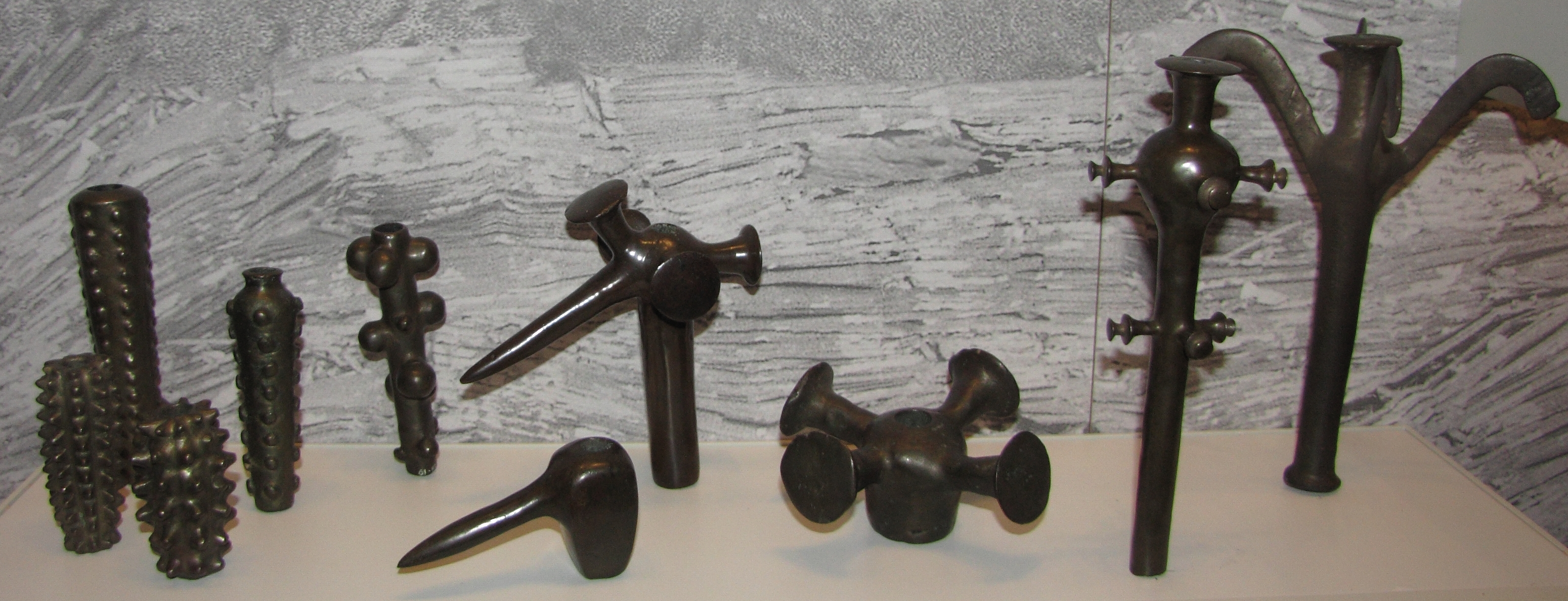
红铜时代器物

铜石并用时代又称红铜时代、金石並用時代，新石器时代和青铜时代之间的过渡性时期，在该时期主要的工具和武器仍然是石器，但同时出现了少量红铜器（天然铜器）。
红铜即天然铜，质地软，不适合制造工具，所以红铜时代的人类仍以使用石器为主。很快地，人們開始發現當紅銅與錫或其他金屬混合之後，金屬會變得更好用，從而進展到青銅時代。這個過程很多時都很快，所以很難具體的界定紅銅時代與其他時代的分野。
美索不达米亚、高加索地區、伊朗、印度河谷等地最先在公元前5千年後期到前4千年左右进入红铜时代，歷時約1000年，与公元前3000年前后才進入青銅時代初期。在歐洲，没有发生过类似的红铜时代，而是直接在公元前3000年左右进入青铜时代，与中东地区基本一致。埃及和西班牙进入青铜时代的时间最早，在公元前3200年。另外，中美洲在公元7世紀亦獨立的發現了冶金術，但沒有經過紅銅時代。
根據Parpola，由於在印度河文明與土庫曼斯坦南部及伊朗北部於紅銅時代的前4300年到前3200年間的陶瓷器具式樣十分相似，估計雙方在這段期間已經有貿易開展。

## 各地發展

### 歐洲
冰人奧茨是1991年於阿爾卑斯山的奧茨塔爾山冰川發現的天然木乃伊，從他身邊發現的銅斧可證明歐洲的銅礦開採至少在西元前3300年就存在了，比之前所知的還要早了五百年。
在塞爾維亞的普羅庫普列發現的銅斧，則顯示了在歐洲的人類使用金屬的歷史可以被推至西元前5500年左右，比之前所相信的早了很多。

### 埃及
古埃及至迟在公元前4000年左右的前王国时期就已经进入了红铜时代，尽管前3000年左右的第二王朝时期就已有製造青銅的技術，但红銅器件卻一直運用到中王國時期。

### 两河流域
古代两河流域地区从约前6000年至前3100年左右处在铜石并用时代，在此期间西亚地区社会发展迅速，出现了世界最早的农业、金属以及古代文明，在世界考古学中占有重要地位。在美索不达米亚北部，铜石并用时代文化以哈拉夫文化和欧贝德文化为代表，主要分布于伊拉克、叙利亚北部和土耳其的东南部山区，铜器有铜斧、铜针、铜板、铜轴、铜镜等物，此时的经济生活以种植业为主，兼营畜牧，还从事狩猎，这是苏美尔文化的源头。

### 南亞
在西元前7700年至西元前3300年間，居住在梅赫爾格爾（今巴基斯坦俾路支省）的居民會使用當地的銅礦製作工具。

### 中国
在以河南偃师二里头遗址为代表的二里头文化（约前21世纪到前17世纪）的三、四期（前1750年～前1600年）中发现了种类丰富的青铜武器、工具和装饰品及少量的青铜酒器，表明青铜器已在社会物质文化中起到了重要的作用，该时期中国的青铜工艺显然已非发展的初始阶段，青铜工艺在此之前已有了一段较长的形成和发展过程，该过程即铜石并用时代。一些学者认为龙山文化和齐家文化的晚期已进入早期青铜时代的开端，在这之前则为铜石并用时代。
中国是否存在如西亚和欧洲一般仅使用红铜器的时代，及是否存在一个主要使用砷铜的时代，仍属于考古研究的课题。河南龙山文化的一些冶铜遗址被一些学者认为是红铜时代的文化遗存。在以甘肃为中心的齐家文化的遗址中曾出土了颇多的红铜器，都是小型工具和装饰品，多数由冷锻法锤击制成，且含铜量多在99%以上，应为天然铜。由于红铜流动性差，易吸收空气，所以不适于铸造容器，截至2010年，尚未有红铜容器出土。
在一些早期遗址中，也有部分青铜器的发现，根据成分大致可分为以下几类：
1. 锡青铜，特点为不含铅，锡的比例大。如甘肃东乡林家与永登蒋家坪出土的铜刀、广河齐家坪及青海贵南尕马台出土的铜镜等。
2. 铅青铜，特点为不含锡，铅的比例大。如甘肃永靖秦魏家M99出土的铜环。
3. 锡铅青铜，含锡、铅比例相近。如甘肃永靖秦魏家出土的铜锥。

### 中美洲
早在歐洲征服者到來前數千年美洲的文明就已經開始使用銅及其合金。在今日美國密西根州和威斯康辛州所發現的遺址中找到了用銅所製作的工具及武器，這些製品被認為是西元前4000年至西元前1000年所製造的，使得這裡被認為是世界上幾個最早進入金石並用時代的地區之一。

## 延伸阅读
- Parpola, Asko, ,  (PDF), Tokyo: The Tôhô Gakkai: pp. 28–66, 2005  [2008-07-31], （原始内容存档 (PDF)于2018-11-23）.

- Bogucki, Peter, , , London: Sandcastle Books: pp. 66, 2007.
- C.Michael Hogan (2007) Los Silillos, The Megalithic Portal, ed. A. Burnham  （页面存档备份，存于）
- T.C. Pleger (2000) The Old Copper Complex of the Western Great Lakes
- Possehl, Gregory L. (1996). Mehrgarh in Oxford Companion to Archaeology, edited by Brian Fagan. Oxford University Press.